# Germano Machado
Germano Dias Machado (Salvador, 28 de maio de 1926 - Salvador, 27 de dezembro de 2017) foi um escritor e jornalista brasileiro.

## Biografia
Filho de José Dias Machado e Maria Philomena de Gouveia Machado, casado com a professora Miriam Ribeiro Machado, filhos: Luís Germano Ribeiro Machado, Paulo Emanuel Ribeiro Machado, Miriam Rita Ribeiro Machado, Davi Bernardo Ribeiro Machado, Raquel Maria Ribeiro Machado e Sara Elisabete Ribeiro Machado. Formou-se na primeira turma de jornalismo da Universidade Federal da Bahia, fundador e presidente o Circulo de Estudo Pensamento e Ação (CEPA), entidade com mais de 65 anos de existência.
Foi oficial do Gabinete do Governador Juracy Magalhães e diretor da Imprensa Oficial da Bahia no governo de Lomanto Júnior. Lecionou na Universidade Federal da Bahia (UFBA), na Universidade Católica de Salvador e na Escola Técnica Federal da Bahia.
Pertence a Academia de Letras e Artes Mater Salvatoris, à ALAS - Academia de Letras e Artes de Salvador, a Academia Baiana de Educação, ao Grupo de Ação Cultural da Bahia (GACBA) e à União Brasileira de Escritores (UBE).
Colaborou com o Jornal A Tarde, Tribuna da Bahia, A Bahia, 7 Dias, Jornal Correio, Tribuna da Imprensa (Rio de Janeiro), A Marcha (Rio de Janeiro), e Jornal Operário (São Paulo) - do Movimento Circulista do Brasil.
Professor da Universidade Católica de Salvador, de 1970-1999, em vários cursos (no Instituto de Música, na escola de Serviço Social e de Economia); professor da Faculdade de Filosofia e Ciências Humanas, ministrando a matéria de Estudo de Problemas Brasileiros (EPB), na UFBA, lecionou na cadeira de Estética; professor da Escola Técnica Federal da Bahia (1970-1974; professor no Curso Superior de Agrimensura na Escola de Engenharia Eletrônica.
Diplomado em São Paulo, em Curso de Especialização em estudos Brasileiros, na Universidade Mackenzie, patrocinado pelo Reitor da Universidade Federal da Bahia, Professor Doutor Luis Fernando Seixas de Macedo Costa. Ganhou Medalha e Diploma do Curso da Sociedade de Altos Estudos e Convívio, eleito orador da turma (São Paulo), Medalha e Diploma pelos 50 anos de existência da Universidade Católica do Salvador, titulado primeiro aluno em filosofia no Curso de Extensão do Mackenzie, facultado pelo pastor Milton Ribeiro; escolhido pelo diretor-geral da Sociedade de Altos Estudos e Convívio para dar aulas de Filosofia no nordeste nas entidades congêneres.
Ganhou o Diploma ao Mérito Ruy Barbosa (pela Casa da Bahia, Rio de Janeiro); Moção n.° 4 (pela Assembleia Legislativa da Bahia, de Newton Macêdo Campos); título de Sócio Honorário do Centro de Estudo Etnográfico da Bahia (Unitas Genitiun); Diploma da Faculdade de Educação da Bahia da Professora Olga Mettig, no vigésimo aniversário da instituição; Medalha Thomé de Souza pela Câmara Municipal de Salvador, em 1994 (pelo vereador Germano Tabacoff, ex-reitor da UFBA); Medalha Mérito Castro Alves) pela Secretaria de Educação e Cultura do Estado da Bahia; Membro do Conselho de Cultura do estado da Bahia (1979-1983), no governo de Antônio Carlos Magalhães, e em (1983-1987), no governo de João Durval Carneiro; Moção n.° 289 referente à escolha para o jornal A Semana,; Honra ao Mérito pela Fundação Òmnira, Prêmio Cogito de Arte, Cultura, Filosofia e Educação (2009).

## Acadêmico
Pertence a Academia de Letras e Artes Mater Salvatoris, à Academia de Letras e Artes de Salvador, e à Academia Baiana de Educação.[carece de fontes?]